# Yankiel León
Yankiel León Alarcón, född 26 april 1982 i Jobabo, Kuba, är en kubansk boxare.
León vann guld i Junior-VM 2000 i Budapest. 2002 blev han nationell seniormästare.

## Meriter

### Olympiska meriter

#### Olympiska sommarspelen 2008
- Huvudartikel: Boxning vid olympiska sommarspelen 2008

| Tävlande     | Viktklass  | Sextondelsfinal      | Åttondelsfinal          | Kvartsfinal            | Semifinal            | Final                        |
| Tävlande     | Viktklass  | Motståndare Resultat | Motståndare Resultat    | Motståndare Resultat   | Motståndare Resultat | Motståndare Resultat         |
| ------------ | ---------- | -------------------- | ----------------------- | ---------------------- | -------------------- | ---------------------------- |
| Yankiel Leon | Bantamvikt |                      | Abutalipov (KAZ) W 10-3 | Petchkoom (THA) W 10-2 | Julie (MRI) W 7-5    | Badar-Uugan (MGL) · L 5-16 · |